# ورزشگاه ایر آلبانیا
ورزشگاه خطوط هوایی بین المللی آلبانی (ایر آلبانیا آرنا)، یک ورزشگاه فوتبال چند منظوره است که در پایتخت آلبانی، شهر تیرانا واقع شده‌است. این ورزشگاه به دلیل حمایت مالی شرکت ایر آلبانیا با نام ایر آرنا نیز شناخته شده‌است. همچنین این ورزشگاه بهترین ورزشگاه کشور آلبانی است. این ورزشگاه میزبان فینال لیگ کنفرانس اروپا ۲۲–۲۰۲۱‌ نیز می باشد که به نوعی می توان گفت مهمترین تورنومنتی است که این کشور میزبانی کرده است.